# Costus asplundii
Costus asplundii là một loài thực vật có hoa trong họ Costaceae. Loài này được (Maas) Maas mô tả khoa học đầu tiên năm 1975.